# Oonops loxoscelinus
Oonops loxoscelinus là một loài nhện trong họ Oonopidae.
Loài này thuộc chi Oonops. Oonops loxoscelinus được Eugène Simon miêu tả năm 1893.